# Площадь Испании (Мадрид)
Площадь Испании — одна из центральных площадей Мадрида, крупная транспортная развязка города. В центре площади расположен фонтан, посвящённый Мигелю Сервантесу и его героям. Кроме этого, площадь обрамляют здания, являющиеся визитными карточками Мадрида: Мадридская башня (1957) и здание «Испания» (1953), а также построенные в стиле мадридского модернизма Дом Гайярдо и здание Астурийской шахтенной компании. Занимая 36 900 кв.м., площадь Испании является самой большой в стране.

## История
В 1561 году, когда Филипп II перенёс столицу из Толедо в Мадрид, на месте современной площади располагались сады. В городском плане площадь появилась в 1656 году. Карл III выкупил эту землю, чтобы построить новый монастырь для монахов монастыря Святого Жиля, располагавшегося тогда неподалёку от Королевского дворца. Строительство под началом архитектора Мануэля Мартина Родригеса завершилось, но ни один монах так и не обосновался в монастыре. В свою очередь Жозеф Бонапарт устроил там казармы и конюшни. Активно расширяясь в XIX веке, Мадрид столкнулся с препятствием в виде казарм Жозефа Банапарта, и в начале XX века, в 1908—1909 гг., они были разрушены, а на освободившемся месте было решено устроить площадь. Окончательный проект площади Испании оформился в 1911 году.

## Постройки
Мадридскую площадь Испании окружают одни из самых красивых и символичных зданий испанской столицы.

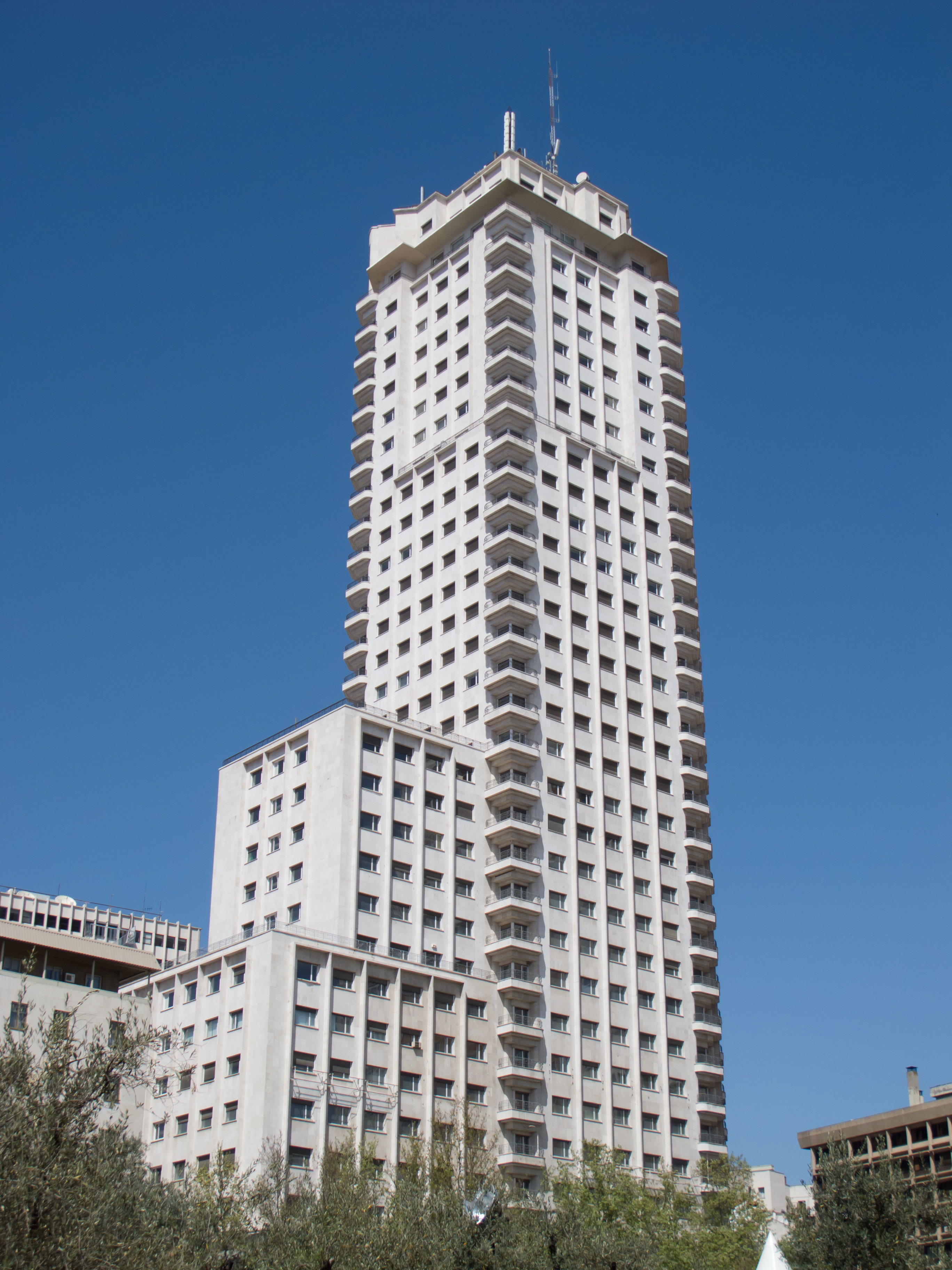
Башня Мадрида

### Мадридская башня
Мадридская башня, одно из самых высоких зданий города и Европы. Башня возведена между 1954 и 1957 годами, её высота достигает 142 метров, и её видно от Королевского дворца. Она стоит на одном из углов площади Испании (в начале улицы Принцессы). Спроектировали небоскрёб братья Отаменди Мачимбаррена, которым поручили его строительство, вскоре после того, как было построено здание «Испания». Проект предполагал, что в здании разместятся приблизительно 500 магазинов, а также просторные галереи, гостиница и даже кинотеатр. Строительство закончилось 15 октября 1957 года. Мадридская башня была в течение многих лет самым высоким зданием из бетона в мире, а до строительства в 1982 году Мадридской телебашни и самым высоким строением Испании. Башня Мадрид также была самым высоким зданием Европы до 1967 года, в котором её высота была превзойдена Южной башней (Брюссель, Бельгия), чья высота составляет 150 метров.

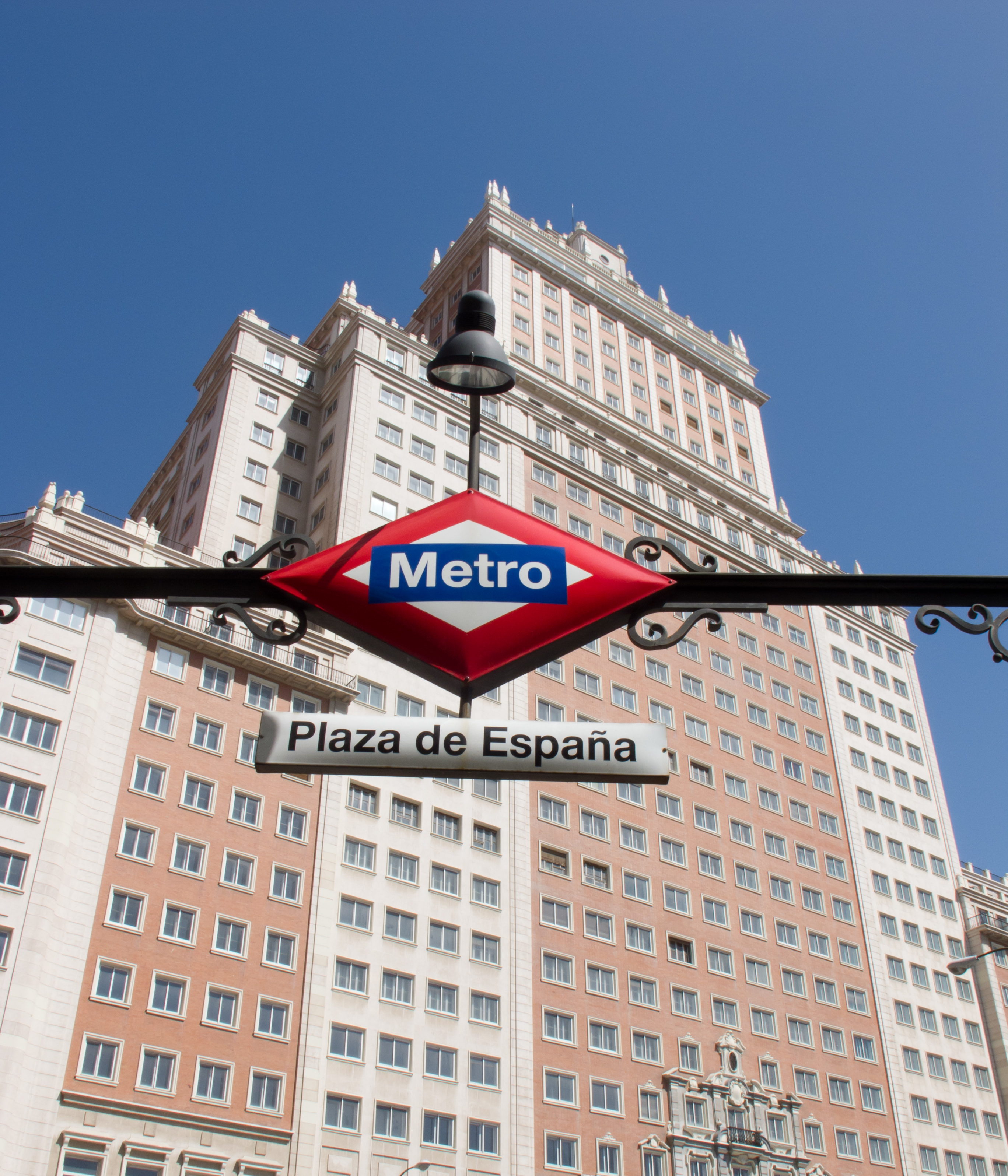
Здание Испания

### Здание «Испания»
В отрезке улицы Гран-Виа до улицы Принцессы, располагается так называемое здание «Испания», архитектурный ансамбль, знаменитый своим силуэтом, составленным из частей различной этажности. Здание было построено в 1953 году и занимает восьмое место среди самых высоких зданий Мадрида. Оно насчитывает 25 этажей и 117 метров высоты. До 2006 года в здании находились торговый центр, различные квартиры и офисы. В настоящее время здание «Испания» является роскошным отелем Riu.

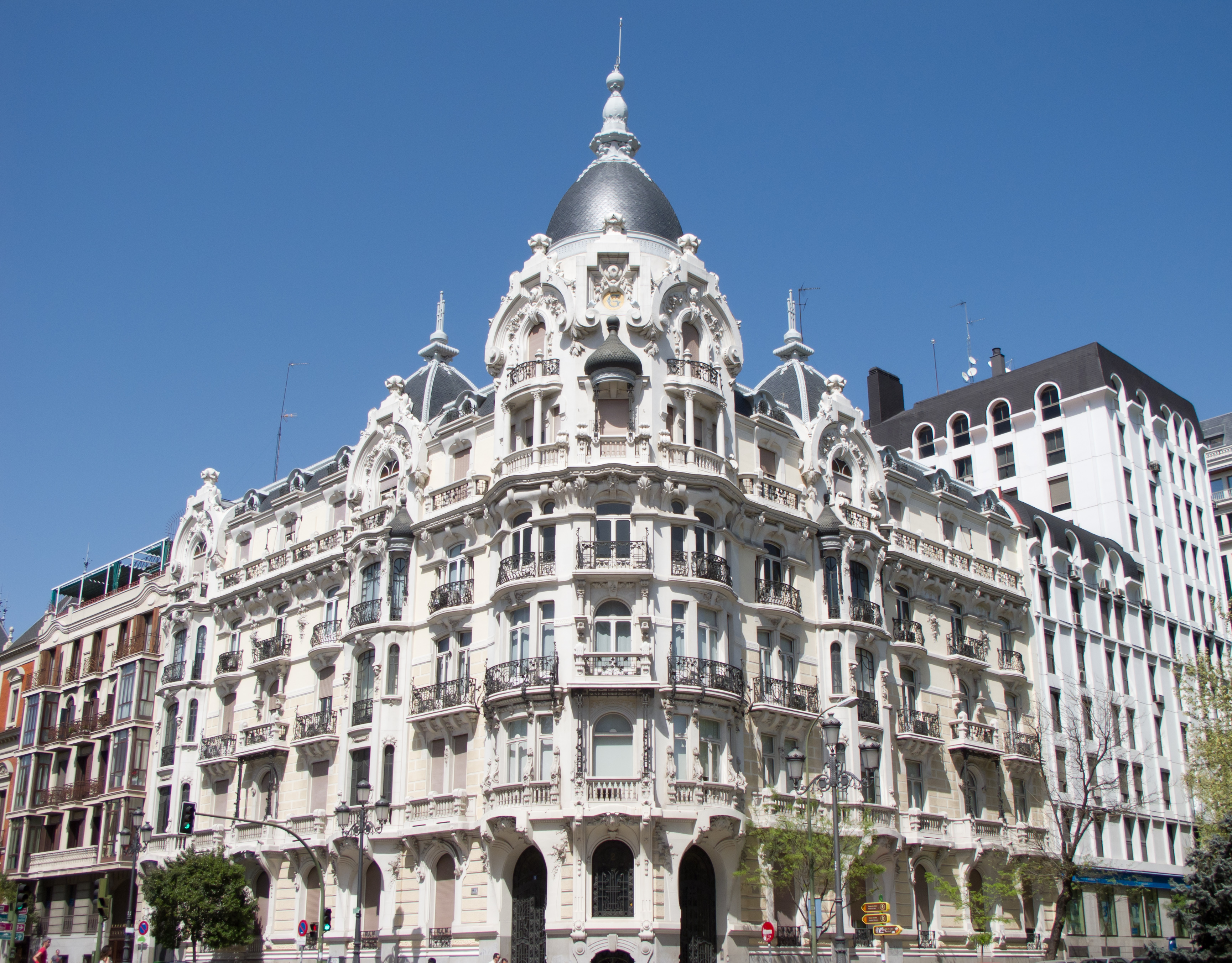
Дом Гайярдо

### Дом Гайярдо
Ещё одно из самых известных зданий Площади Испании — Дом Гайярдо. Один из немногих примеров модернистской архитектуры в Мадриде. Эта работа Федерико Ариаса Реи помещена в угол площади. В противоположном углу стоит здание Астурийской Шахтенной компании, изысканный архитектурный комплекс, в котором в настоящее время располагается Совет Культуры Сообщества Мадрид.

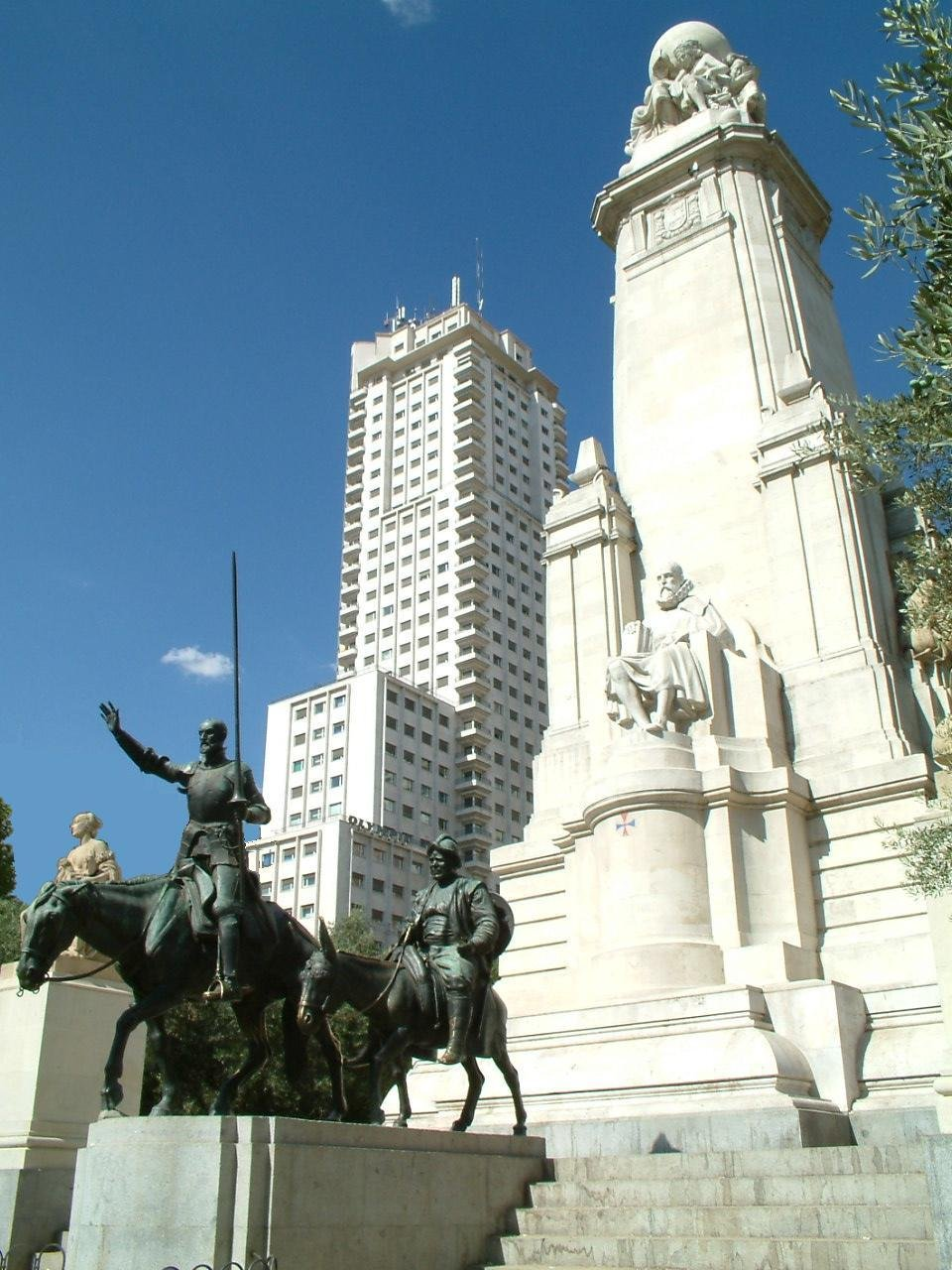
Памятник Сервантесу

### Памятник Мигелю Сервантесу
Сложная композиция памятника включает фигуру Сервантеса, сидящего у основания стелы, и два бронзовых изваяния его самых известных персонажей — Дона Кихота Ламанческого и Санчо Пансы, восседающих, соответственно, на старой кобыле и осле.
Вершину стелы украшает собой глобус с пятью континентами, как аллегория распространения испанского языка по всему миру. Среди прочих, заметны статуи Реальности и Вымысла. С обратной стороны колонны расположена статуя королевы Изабеллы Португальской и фонтан (крайне ветхий в настоящее время), украшенный гербами стран, использующих язык Сервантеса. Кроме этого, композиция памятника включает индейца, подобного описанным Алонсо де Эрсилья-и-Суньига в поэме "Араукана", и Персея, символизирующего классическую лирику.

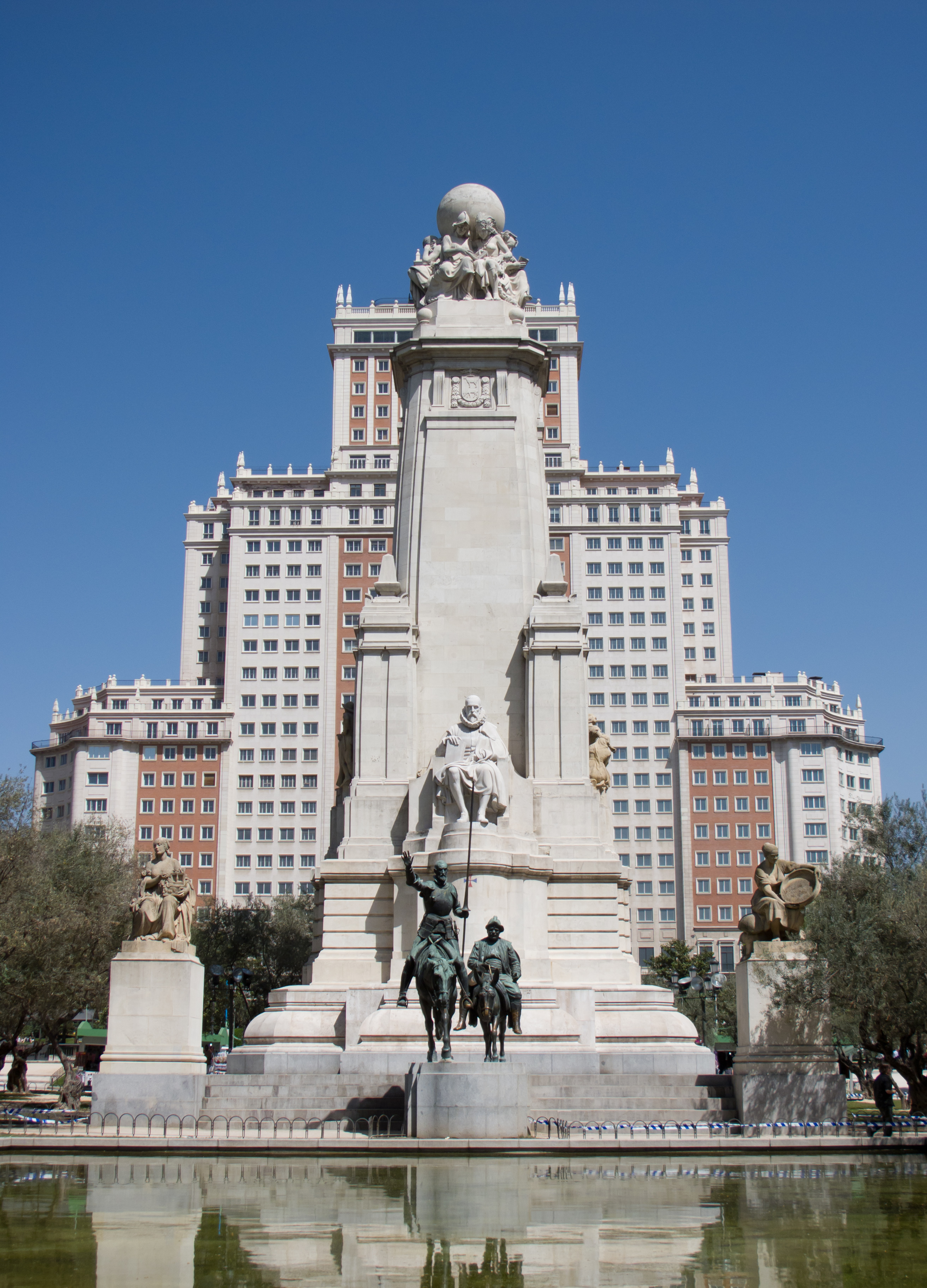
Памятник Сервантесу и небоскрёб «Испания»
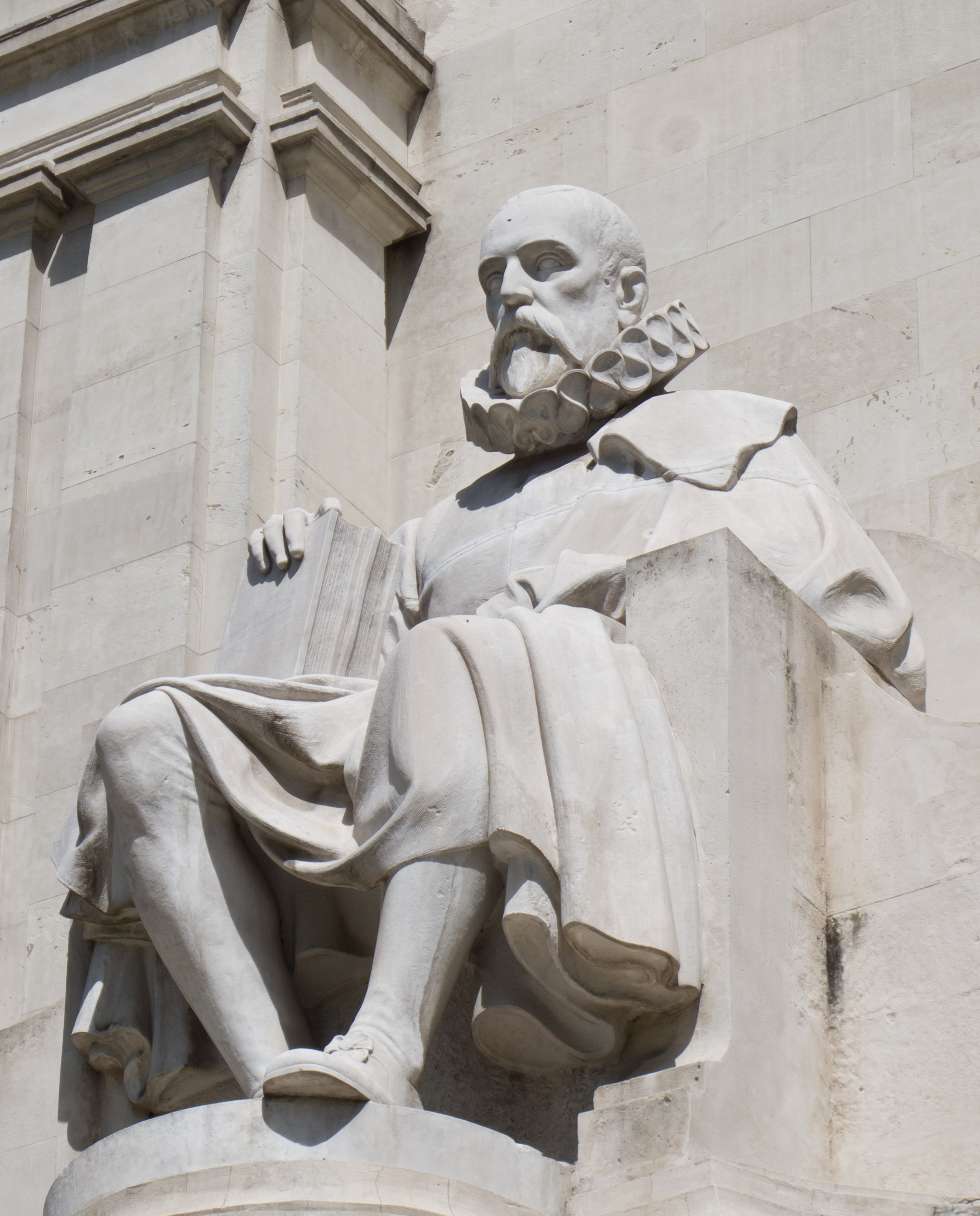
Памятник Сервантесу. Фрагмент
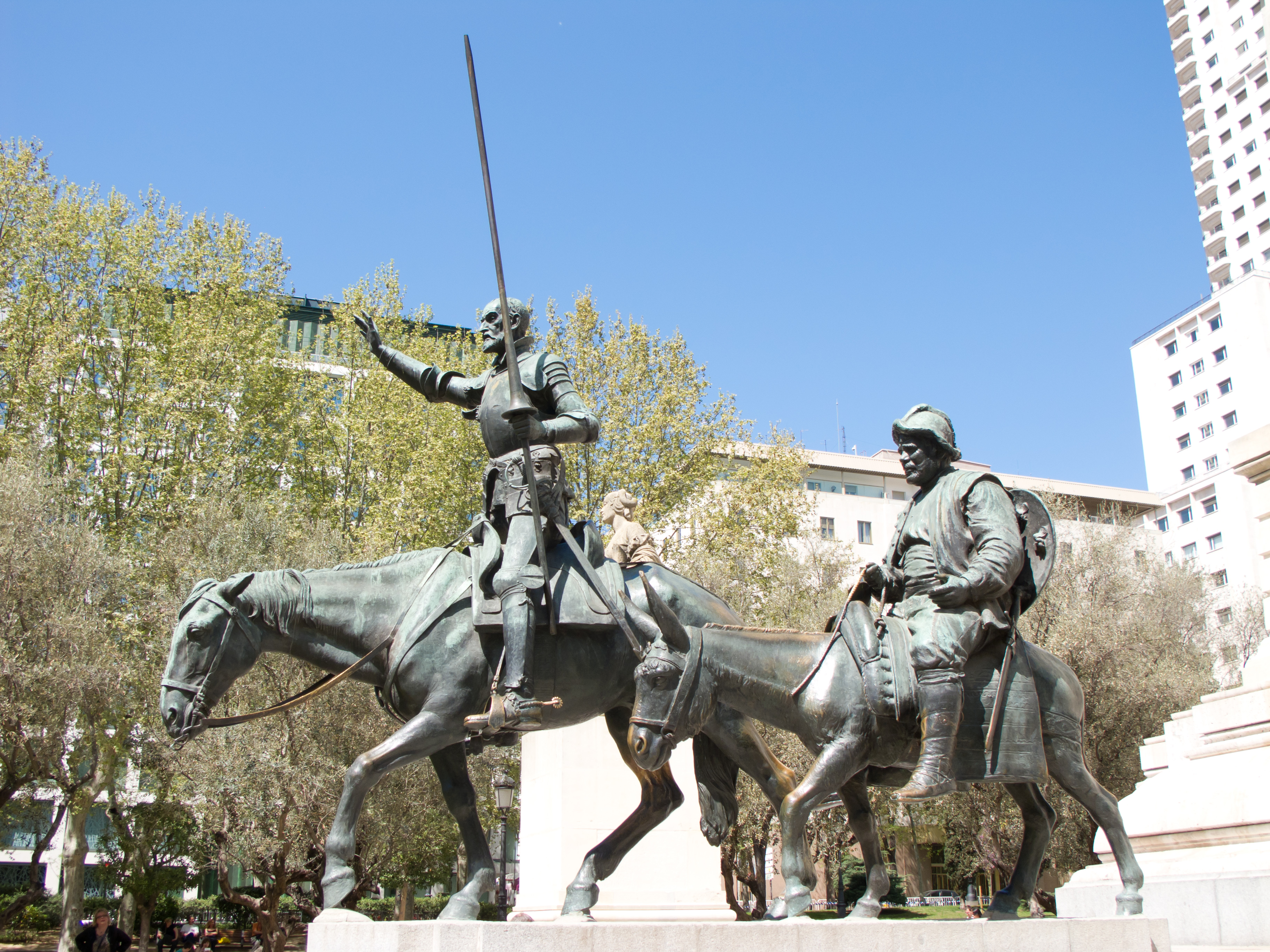
Памятник Сервантесу. Дон Кихот и Санчо Панса
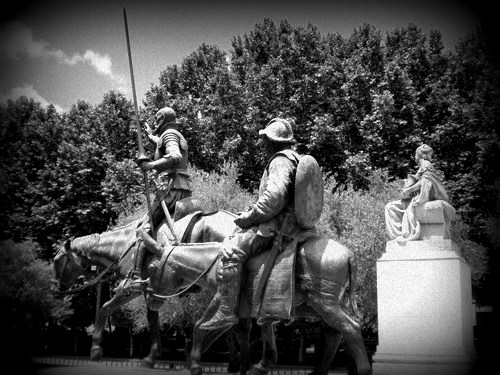
Памятник Сервантесу. Дон Кихот и Санчо Панса
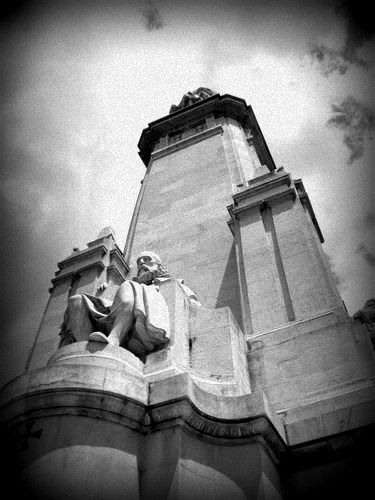
Памятник Сервантесу. Фрагмент